# Bildnis der Heinrike Dannecker
Bildnis der Heinrike Dannecker ist ein Gemälde aus der Zeit des Klassizismus von Gottlieb Schick. Es zeigt in lässiger Haltung mit offenem Blick die erste Ehefrau des Bildhauers Johann Heinrich Dannecker im Jahre 1802. Das Bild entstand nach Schicks Aufenthalt in Paris in Stuttgart. Seit 1934 gehört es zur Sammlung der Berliner Alten Nationalgalerie.

## Beschreibung, Provenienz und Hintergrund
Das Bild hat die Maße 119 × 100 cm und ist in der Technik Ölmalerei auf Leinwand ausgeführt. Die Signatur des Malers befindet sich rechts unten am oberen Rand der Mauer: Schick pinx: 1802
Das Bild blieb nach 1802 bei Heinrike Dannecker (geborene Rapp); ging dann an Henriette Müller (geborene Rapp, ihre Tochter) in Stuttgart; war in Frankfurt am Main bei einer Frau Jäger; bis 1934 bei Fräulein E. Graubner und danach bis 6. April 1934 bei Carl Graubner in Frankfurt von dem es die Nationalgalerie kaufte.
Das Gemälde zeigt Heinrike Dannecker (1773–1823) als selbstbewusste junge Frau mit unbefangenem, offenen Blick in lässiger Haltung, die modische Kleidung trägt. Sie sitzt vor einer sanften bukolischen Hintergrundlandschaft mit Fluss, Auen, Wiesen, Baumgruppen und einer Mittelgebirgs-Horizontlinie auf einer Steinbank. Die Farben ihrer Kleidung sind der französischen Trikolore nachempfunden, denn kurz zuvor kam Gottlieb Schick nach drei Jahren Lehre bei Jacques-Louis David aus Paris zurück nach Stuttgart und kannte das neue Selbstbewusstsein der Frauen nach der Französischen Revolution. In der rechten Hand hält Heinrike einen kleinen Blumenstrauß aus Glockenblumen, einer Rose, Klee und gelbem Hahnenfuß. Diese Blumen korrespondieren mit den Wildkräutern am Fuß des antik anmutenden Architekturfragments und sollen die ungezwungene Natürlichkeit der Frau symbolisieren. Diese auch unkonventionelle Haltung, die sie für dieses Bild einnimmt, erinnert an die Arbeit ihres Mannes, Freund und früherer Lehrer Schicks, der als Bildhauer in seinen Arbeiten natürliche Posen und eine plastische klassische Formgebung vertrat. Der auf das Knie aufgestützte Arm und die übereinander geschlagenen Beine lassen sich über Dannecker hinaus aber auch bis zu antiken Plastiken und Grabreliefs verfolgen. Für die Künstler des Klassizismus waren antike Vorbilder dieser Art der Maßstab für ihr Schaffen. Dieses Porträt gibt die ganze Figur wieder, was in der Zeit selten war. Heinrikes dem Betrachter zugewandter Kopf hat etwas Energisches. Zusammen mit der scharf gezeichneten Kontur des Umrisses weist sie selbst etwas Reliefartiges auf.

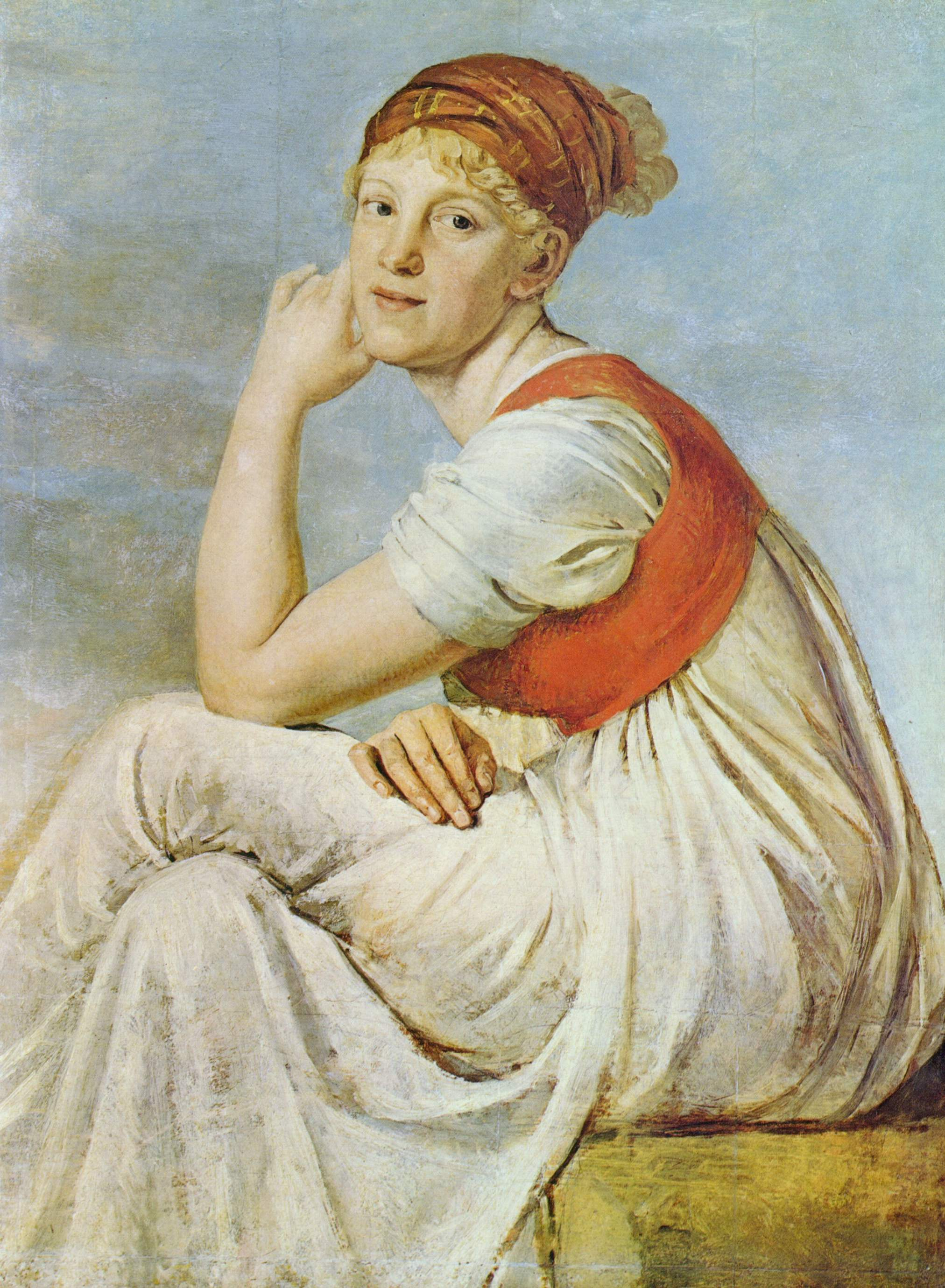
Version der Staatsgalerie Stuttgart

Der Künstler tat sich nicht leicht mit dem Bild, eine von ihm verworfene, unvollendete erste Fassung, noch mit den Strichen der Quadrate zur Übertragung der Vorzeichnung auf die Leinwand, befindet sich in der Staatsgalerie Stuttgart. Er schrieb an Johann Heinrich Dannecker:

„Ich erinnere mich, wie ich mich mit der Hand plagte, die die Blumen hält, und wie ich in meiner Freude krumme Gesichter geschnitten, die Ihre Frau Gemahlin und mich selbst lachen machten, wenn mir das Malen gelang […]. Wie vergnügt war ich nicht als ich ihr Portrait mahlte.“

Heinrike Rapp war die Tochter eines reichen Stuttgarter Tuchhändlers und die jüngere Schwester von Gottlob Heinrich von Rapp. Mit 17 Jahren heiratete sie den 30-jährigen Bildhauer Johann Heinrich Dannecker, den sie seit Kindertagen kannte und brachte viel Geld in die Ehe. Inspiriert zu diesem Bild wurde Gottlieb Schick wahrscheinlich durch Arbeiten seines Lehrers Jacques-Louis David. Dessen Porträts Portrait de Madame Emilie Sériziat et son Fils und Pierre Sériziat von 1795, beide heute im Pariser Louvre, dürfte Schick gekannt haben. Madame hält in der rechten Hand einen Wiesenblumenstrauß, Pierre sitzt in Reitkleidung lässig mit übergeschlagenen Beinen auf einem Stein. Entgegen dem ernsten Anspruch seiner übrigen Kunst, hat David hier eine leichte Heiterkeit hervorgebracht, die Gottlieb Schick durchaus zu seinem Porträt von Heinrike Dannecker inspiriert haben könnte.
Mit diesem Bild gelang Gottlieb Schick die Anerkennung als Porträtmaler. Nach Ansicht von Birgit Verwiebe, Kuratorin an der Alten Nationalgalerie, „hat Schick lebensvoll die Individualität erfaßt und ins Allgemeingültige erhoben. Sein Streben, die klassische Norm als Ideal im Leben aufgehen zu lassen, erreicht in diesem Bildnis einen überzeugenden Höhepunkt.“ Zur Version in der Stuttgarter Staatsgalerie schreibt die Kuratorin Neela Struck: „Keck sticht sie aus den tausenden von Frauengestalten […] heraus, die die Kunst um 1800 hervorgebracht hat. Keine verlassene Penelope, keine Iphigenie, nicht Reflexionsfigur, nicht Fernweh oder Melancholia, sondern selbstbewusste, wache Zugewandheit.“

## Ausstellungen (Auswahl)
- März bis April 1926: Jahrhundertschau deutscher Malerei. 87. Ausstellung der Wiener Secession.
- 4. Oktober bis 2. November 1930: Tysk Konst under två Sekler. Liljevalchs konsthall, Stockholm.
- 31. März bis April 1947: Deutsche Malerei des Neunzehnten Jahrhunderts. im Museum Wiesbaden.
- 17. Juni bis 29. Juli 1956: Meisterwerke deutscher und österreichischer Malerei. 1800–1900. Kunsthalle, Kiel.
- 26. August bis 14. November 1976: Gottlieb Schick, ein Maler des Klassizismus. Staatsgalerie, Stuttgart.
- 5. Juli bis 28. November 1980: Bilder vom Menschen in der Kunst des Abendlandes (Jubiläumsausstellung der Preußischen Museen Berlin 1830–1980) Neue Nationalgalerie, Berlin (West).
- 17. Oktober 2004 bis 30. Januar 2005: A German Dream. Masterpieces of Romanticism from the Nationalgalerie Berlin. National Gallery of Ireland, Dublin.
- 1. April 2011 bis 31. März 2012: Die Kunst der Aufklärung. chinesisches Nationalmuseum, Peking.